# Schmessau
Schmessau ist ein Ortsteil der Gemeinde Göhrde im Landkreis Lüchow-Dannenberg in Niedersachsen. 

## Geographie
Der Ort liegt einen Kilometer südwestlich von Metzingen, dem Sitz der Gemeinde.

## Geschichte
Für das Jahr 1848 wird angegeben, dass Schmessau neun Wohngebäude hatte, in denen 59 Einwohner lebten. Zu der Zeit war der Ort nach Hitzacker eingepfarrt, die Schule befand sich in Bredenbock.
Am 1. Dezember 1910 hatte Schmessau als eigenständige Gemeinde im Kreis Dannenberg 51 Einwohner. Am 1. Juli 1972 wurde die bis dahin selbständige Gemeinde in die Gemeinde Metzingen eingemeindet, die am  29. Januar 1976 in Gemeinde Göhrde umbenannt wurde.